# Skalice u České Lípy
Skalice u České Lípy (deutsch Langenau) ist eine Gemeinde des Okres Česká Lípa in der Region Liberec im Norden der Tschechischen Republik. Das Waldhufendorf erstreckt sich entlang der Bäche Skalický potok und Šporka.

## Geschichte
Erstmals schriftlich erwähnt wurde der Ort im Jahr 1352. An der Wende vom 14. Jahrhundert zum 15. Jahrhundert wurde das Gebiet zwischen den Grundherrschaften Oberliebich und Bürgstein aufgeteilt. 1635 gehörte der Oberliebichauer Teil dem Großprior des Malteserordens, der andere Teil gehörte zu Pihl, dessen letzte Eigentümer die Grafen Kinsky waren. Nach dem Ende der Erbuntertänigkeit wurde im Jahr 1850 die Gemeinde Langenau gebildet, die auch Svobodná Ves (Josefsdorf) einschloss und Teil des Gerichtsbezirks Haida bzw. des Bezirks Böhmisch Leipa war.
1893 wurde die bis heute betriebene Glashütte der Firma Rückl gegründet.

## Gemeindegliederung
Für die Gemeinde Skalice u České Lípy sind keine Ortsteile ausgewiesen. Grundsiedlungseinheiten sind Skalice u České Lípy (Langenau) und Svobodná Ves (Josefsdorf).

## Sehenswürdigkeiten
Pfarrkirche St. Anna aus dem Jahre 1720 und die Statuengruppe mit der Figur des Hl. Johannes Nepomuk aus dem Jahr 1763.
Am Fuße des Skalicky vrch (Langenauer Berg) mit einer Höhe von 483 m gibt es etwa 15 hintereinander liegende unterirdische Höhlen. Das Gebiet ist heute ein Schutzgebiet für Fledermäuse und Ameisen.

## Persönlichkeiten
- Philipp M. Schmutzer (1821–1898), österreichischer Musiker und Komponist
- Jeroným Grohmann (1803–1859), Gold- und Silberschmied, österreichischer k. und k. Hoflieferant
- Josef Beckel (1806–1865), Maler, Porträtist, Lithograph, Zeichner und Fotograf
- Heinz Rückl, Gründer der Hütte für Farbglas und medizinisches Glas
- Lothar Beckel (* 1934), Kartograph und Unternehmer, österreichischer ESA-Astronautenkandidat 1977
- Karl-Heinz Ducke (1941–2011), Theologe, Bürgerrechtler und Politiker
- Gerd Maximovič (* 1944), deutscher Science-Fiction- und Sachbuchautor